# Samuel Zimmermann
Samuel Zimmermann (fødsels- og dødsår ukendt) var en bygmester, der var virksom i Danmark omkring 1748-1757.
Zimmermann, som skriftligt udtrykte sig på tysk og muligvis er identisk med den i Hamborg omkring 1725 virkende bygmester Samuel Gottlob Zimmermann, ansattes 1748 som murermester ved de kgl. bygninger i rytterdistrikterne i Jylland, hvorved der dog kun forefaldt lidt arbejde. Han var 1753 bosat i Århus og tjente i mange år som tegner hos Nicolai Eigtved og Laurids de Thurah. Sidstnævnte omtaler ham som habil i Tegnekunsten i Besynderlighed i Architektoniske Tegninger og den allerbedste af de tre eller fire Murmestre, der findes i Landsdelen. Med Thurahs anbefaling ansøgte Zimmermann 1753 om frit at måtte søge sin næring overalt i Jylland og indtræde i Københavns murermesterlav. Han optoges her i 1757.

## Arbejder
- Ombygning af det middelalderlige rådhus i Århus efter egne tegninger og overslag (1750-52, nedrevet)
- Ombygning af Kolding Sankt Nikolai Kirke (omkring 1750; ændret 1885)